# P.O.D.
A P.O.D. (Payable on Death) egy népszerű amerikai keresztény nu-metal/alternatív rock/rap metal zenekar. Jelenleg négy tag alkotja: Sonny Sandoval, Wuv Bernando, Traa Daniels és Marcos Curiel. Volt tagok: Jason Truby és Gabe Portillo.

## Története
A POD 1992-ben alakult meg a kaliforniai San Diegóban. Az együttes gyökerei 1991-re vezethetők vissza, amikor Curiel és Bernardo koncerteket adott kis klubokban. Ekkor még "Eschatos" volt a nevük, és Metallica-, illetve Slayer-feldolgozásokat játszottak. Sandoval később keresztény vallású lett, miután az anyjuk komoly betegséget szenvedett. Beszállt a zenekarba Gabe Portillo is, basszusgitárosként, és ekkor POD-re változtatták a nevüket.
Első nagylemezük 1994-ben jelent meg, a Rescue Records kiadónál. Második stúdióalbumukat 1996-ban dobták piacra, ugyanennél a kiadónál. 1997-ben megjelent a P.O.D. első koncertlemeze is, szintén a Rescue Recordsnál. 1998-ban egy középlemez került ki a házuk tájáról. Ezt a lemezt már az Atlantic Records/Tooth and Nail Records kiadók dobták piacra.
A harmadik stúdióalbumukat 1999-ben adták ki. Erről a lemezről a "Southtown" és a "Rock the Party (Off the Hook)" című dalok slágerek lettek, sokat játszották őket az MTV-n. 2001. szeptember 11.-én már a negyedik album is megjelent. Innen a "Youth of the Nation" dal számított slágernek.
2003-ban Marcos Curiel kilépett a zenekarból, hogy megalapítson egy másik együttest. Helyére Jason Truby került a szintén keresztény Living Sacrifice zenekarból. Ugyanebben az évben a boltok polcaira került a zenei társulat ötödik nagylemeze, amelyen az eddig már megszokott rapcore stílusról átváltottak a melodikus metal stílusra. Ez a lemez "arany" státuszt ért el az USA-ban. Hatodik stúdióalbumuk 2006-ban került piacra. Az album egyik dala, a "Lights Out" a WWE pankráció egyesület egyik eseményének főcímdala volt. 2006-ban egy válogatáslemez is kikerült a zenekar háza tájáról.
Szintén 2006-ban, Jason Truby kilépett a POD-ból. 2007-ben lemezkiadót váltottak: átkerültek az INO Records-hoz. Ebben az évben bejelentették, hogy egy újabb nagylemezt, a hetediket is piacra dobják. Ez az album 2008-ban került megjelenésre. 2011-ben a Spring Jam Festivalon koncerteztek. 2012-ben megjelent a nyolcadik stúdióalbum is. Ugyanebben az évben a POD koncertezett a népszerű Shinedown és Three Days Grace zenekarokkal is.  Az új albumot újból kiadták, 2013-ban, "deluxe" kiadásban,
A P.O.D. eddigi legutolsó nagylemeze 2015-ben került a boltok polcaira. Az albumon különféle vendégzenészek is szerepeltek, például Maria Brink az In This Moment-ből vagy Lou Koller a Sick of It All-ból. 2017-ben megjelentettek egy új dalt is. Az évek alatt népszerű zenekarrá vált a P.O.D., a keresztények körében is és az egyéb vallásúak körében is.

## Zenei hatás
A POD zenei hatásukként több együttest is megjelölt, például Run-D.M.C., The Police, U2, Suicidal Tendencies, Metallica, AC/DC, Bad Brains. Bob Marley reggae-énekes és az Earth, Wind and Fire soul/rhythm and blues zenekar is jelentős hatással volt rájuk.

## Diszkográfia

### Stúdióalbumok
- Snuff the Punk (1994)
- Brown (1996)
- The Fundamental Elements of Southtown (1999)
- Satellite (2001)
- Payable on Death (2003)
- Testify (2006)
- When Angels and Serpents Dance (2008)
- Murdered Love (2012)
- The Awakening (2015)
- Circles (2018)
- Veritas (2024)

### Válogatásalbumok
- Greatest Hits: The Atlantic Years (2006)
- SoCal Sessions (2014, akusztikus válogatásalbum)

### Koncertalbumok
- Payable on Death Live (1997)
- Live at Cornerstone (2006)
- Rhapsody Originals (2008)

### Videóalbum
- Still Payin’ Dues (2002)

### Középlemezek
- The Warriors EP (1999)
- The Warriors EP, Volume 2 (2005)